# Franco Demon
Franco Demon is een Surinaams oud-politicus. Hij was twee maal minister van Natuurlijke Hulpbronnen.

## Biografie
Franco Demon was de oudere broer van de districtscommissaris Erwin Demon.
Hij trad op 21 oktober 1993 aan in het kabinet-Venetiaan I als minister van Natuurlijke Hulpbronnen. Hij tekende in 1995 een overeenkomst met de Verenigde Staten over samenwerking met de Geologisch Mijnbouwkundige Dienst om de bodem te inventariseren. Ook tekende hij een overeenkomst met de Voedsel- en Landbouworganisatie van de Verenigde Naties (FAO) voor verbetering van het functioneren van 's Lands Bosbeheer. Met General Trading NV kwam hij de grondhuur van bijna 3500 hectare bij Wanhatti overeen voor de duur van veertig jaar. Inwoners werden niet vooraf geïnformeerd en waren geschokt toen zij dit nieuws in de media lazen. Hij bleef aan als minister tot 20 september 1996.
Na het presidentschap van Jules Wijdenbosch trad Demon op 12 augustus 2000 in het kabinet-Venetiaan II opnieuw aan als minister van dit ministerie. Hij bleef aan tot 1 september 2005. Toen heette dit het ministerie van Natuurlijke Rijkdommen.
In 2012 was hij voorzitter van de verkiezingscommissie van de NPS, toen Gregory Rusland werd gekozen tot nieuwe partijvoorzitter. Hij was een voorstander van de ontwikkeling van het staatsbedrijf Grassalco.